# Liste der Kardinalpriester von Santa Maria della Pace
Folgende Kardinäle waren Kardinalpriester von Santa Maria della Pace (lat. Titulus Sanctae Mariae de Pace):
- Anton Maria Salviati (1587–1600)
- Flaminio Piatti (1600–1613)
- Giacomo Serra (1615–1623)
- Alessandro d’Este (1623–1624)
- Melchior Klesl (1624–1630)
- Fabrizio Verospi (1633–1639)
- Marcantonio Franciotti (1639–1666)
- Giacomo Filippo Nini (1666–1680)
- Stefano Brancaccio (1681–1682)
- Carlo Barberini (1683–1685)
- Giacomo Franzoni (1685–1687)
- Augustyn Michał Stefan Radziejowski (1689–1705)
- Lorenzo Fieschi (1706–1726)
- Damian Hugo Philipp von Schönborn-Buchheim (1726–1743)
- Carlo Alberto Guidobono Cavalchini (1743–1759)
- Antonio Marino Priuli (1759–1762)
- Marcoantonio Colonna (1762–1784)
- vakant (1784–1789)
- Ignazio Busca (1789–1795)
- Carlo Antonio Giuseppe Bellisomi (1795–1807)
- vakant (1807–1817)
- Antonio Gabriele Severoli (1817–1824)
- Carlo Maria Pedicini (1828–1832)
- Giuseppe Antonio Sala (1832–1839)
- Charles Januarius Acton (1842–1846)
- Pierre Giraud (1847–1850)
- Juan José Bonel y Orbe (1854–1857)
- Fernando de la Puente y Primo de Rivera (1862–1867)
- Juan de la Cruz Ignacio Moreno y Maisonave (1869–1884)
- Domenico Agostini (1886–1891)
- Michael Logue (1893–1924)
- Patrick Joseph O’Donnell (1925–1927)
- August Hlond SDB (1927–1948)
- vakant (1948–1953)
- Maurice Feltin (1953–1975)
- vakant (1975–1979)
- Joseph Asajirō Satowaki (1979–1996)
- vakant (1996–2001)
- Francisco Javier Errázuriz Ossa (seit 2001)